# پیر کینون
پیر کینون (فرانسوی: Pierre Quinon‎; ۲۰ فوریهٔ ۱۹۶۲ – ۱۷ اوت ۲۰۱۱) ورزشکار دو و میدانی اهل فرانسه بود.